# Gyula Tóth (piłkarz)
Gyula Tóth (ur. 30 kwietnia 1941 w Kikindzie, zm. 1 marca 2014) – węgierski piłkarz występujący na pozycji bramkarza.

## Kariera
Karierę piłkarską zaczynał w sezonie 1963–1964 w zespole SpVgg Fürth. W klubie rozegrał 26 spotkań. Od 1964 roku występował w zespole FC Schalke 04. W zespole rozegrał 21 spotkań. Od sezonu 1965 reprezentował barwy 1. FC Nürnberg. W sezonie 1968–1969 reprezentował Jahn Regensburg. Lata 1970–1972 spędził w drużynie FC Homburg.